# Claro Open Colsanitas 2015 - Qualificazioni singolare
Le qualificazioni del singolare del Claro Open Colsanitas 2015 sono state un torneo di tennis preliminare per accedere alla fase finale della manifestazione. I vincitori dell'ultimo turno sono entrati di diritto nel tabellone principale. In caso di ritiro di uno o più giocatori aventi diritto a questi sono subentrati i lucky loser, ossia i giocatori che hanno perso nell'ultimo turno ma che avevano una classifica più alta rispetto agli altri partecipanti che avevano comunque perso nel turno finale.

## Qualificazioni

### Teste di serie
1. Sachia Vickery (qualificata)
2. Anastasija Rodionova (qualificata)
3. Ana Bogdan (ultimo turno)
4. Beatriz Haddad Maia (qualificata)
5. Marina Mel'nikova (ultimo turno)
6. Mandy Minella (qualificata)

1. Laura Pous Tió (ultimo turno)
2. Elise Mertens (ultimo turno)
3. Sofia Shapatava (ultimo turno)
4. Cindy Burger (qualificata)
5. Arina Rodionova (primo turno)
6. Florencia Molinero (ultimo turno)

### Qualificate
1. Sachia Vickery
2. Anastasija Rodionova
3. Nastja Kolar

1. Beatriz Haddad Maia
2. Cindy Burger
3. Mandy Minella

## Tabellone qualificazioni

### Legenda
| - Q = Qualificato - WC = Wild card - LL = Lucky loser | - ALT = Alternate - SE = Special Exempt - PR = Protected Ranking | - w/o = Walkover - r = Ritirato - d = Squalificato |

### 1ª sezione
|  | Primo turno | Primo turno    | Primo turno    | Primo turno | Primo turno |  |  | Ultimo turno | Ultimo turno   | Ultimo turno | Ultimo turno | Ultimo turno |  |
|  |             |                |                |             |             |  |  |              |                |              |              |              |  |
|  | 1           | Sachia Vickery | Sachia Vickery | 6           | 6           |  |  |              |                |              |              |              |  |
|  |             | Tadeja Majerič | Tadeja Majerič | 3           | 2           |  |  | 1            | Sachia Vickery | 7            | 4            | 6            |  |
|  |             | Naomi Ōsaka    | Naomi Ōsaka    | 1           | 3           |  |  | 7            | Laura Pous Tió | 5            | 6            | 4            |  |
|  | 7           | Laura Pous Tió | Laura Pous Tió | 6           | 6           |  |  |              |                |              |              |              |  |

### 2ª sezione
|  | Primo turno | Primo turno          | Primo turno          | Primo turno | Primo turno |  |  | Ultimo turno | Ultimo turno         | Ultimo turno | Ultimo turno | Ultimo turno |  |
|  |             |                      |                      |             |             |  |  |              |                      |              |              |              |  |
|  | 2           | Anastasija Rodionova | Anastasija Rodionova | 7           | 6           |  |  |              |                      |              |              |              |  |
|  |             | Ol'ga Savčuk         | Ol'ga Savčuk         | 6(0)        | 2           |  |  | 2            | Anastasija Rodionova | 3            | 6            | 6            |  |
|  | WC          | Yuliana Monroy       | Yuliana Monroy       | 1           | 3           |  |  | 9            | Sofia Shapatava      | 6            | 3            | 4            |  |
|  | 9           | Sofia Shapatava      | Sofia Shapatava      | 6           | 6           |  |  |              |                      |              |              |              |  |

### 3ª sezione
|  | Primo turno | Primo turno             | Primo turno | Primo turno | Primo turno |  |  | Ultimo turno | Ultimo turno | Ultimo turno | Ultimo turno | Ultimo turno |  |
|  |             |                         |             |             |             |  |  |              |              |              |              |              |  |
|  | 3           | Ana Bogdan              | 6           | 2           | 6           |  |  |              |              |              |              |              |  |
|  |             | Beatriz García Vidagany | 4           | 6           | 4           |  |  | 3            | Ana Bogdan   | Ana Bogdan   | 5            | 3            |  |
|  |             | Nastja Kolar            | 4           | 6           | 6           |  |  |              | Nastja Kolar | Nastja Kolar | 7            | 6            |  |
|  | 11          | Arina Rodionova         | 6           | 4           | 3           |  |  |              |              |              |              |              |  |

### 4ª sezione
|  | Primo turno | Primo turno         | Primo turno         | Primo turno | Primo turno |  |  | Ultimo turno | Ultimo turno        | Ultimo turno        | Ultimo turno | Ultimo turno |  |
|  |             |                     |                     |             |             |  |  |              |                     |                     |              |              |  |
|  | 4           | Beatriz Haddad Maia | Beatriz Haddad Maia | 6           | 6           |  |  |              |                     |                     |              |              |  |
|  | WC          | Paula Pérez García  | Paula Pérez García  | 2           | 1           |  |  | 4            | Beatriz Haddad Maia | Beatriz Haddad Maia | 6            | 6            |  |
|  | WC          | Laura Arciniegas    | Laura Arciniegas    | 1           | 63          |  |  | 12           | Florencia Molinero  | Florencia Molinero  | 3            | 4            |  |
|  | 12          | Florencia Molinero  | Florencia Molinero  | 6           | 7           |  |  |              |                     |                     |              |              |  |

### 5ª sezione
|  | Primo turno | Primo turno          | Primo turno          | Primo turno | Primo turno |  |  | Ultimo turno | Ultimo turno      | Ultimo turno | Ultimo turno | Ultimo turno |  |
|  |             |                      |                      |             |             |  |  |              |                   |              |              |              |  |
|  | 5           | Marina Mel'nikova    | 7                    | 1           | 6           |  |  |              |                   |              |              |              |  |
|  |             | Marcela Zacarías     | 65                   | 6           | 0           |  |  | 5            | Marina Mel'nikova | 7            | 5            | 4            |  |
|  | WC          | Sofía Múnera Sánchez | Sofía Múnera Sánchez | 3           | 2           |  |  | 10           | Cindy Burger      | 64           | 7            | 6            |  |
|  | 10          | Cindy Burger         | Cindy Burger         | 6           | 6           |  |  |              |                   |              |              |              |  |

### 6ª sezione
|  | Primo turno | Primo turno   | Primo turno   | Primo turno | Primo turno |  |  | Ultimo turno | Ultimo turno  | Ultimo turno  | Ultimo turno | Ultimo turno |  |
|  |             |               |               |             |             |  |  |              |               |               |              |              |  |
|  | 6           | Mandy Minella | 7             | 5           | 7           |  |  |              |               |               |              |              |  |
|  |             | Sanaz Marand  | 64            | 7           | 65          |  |  | 6            | Mandy Minella | Mandy Minella | 6            | 6            |  |
|  |             | Gabriela Cé   | Gabriela Cé   | 3           | 1           |  |  | 8            | Elise Mertens | Elise Mertens | 2            | 4            |  |
|  | 8           | Elise Mertens | Elise Mertens | 6           | 6           |  |  |              |               |               |              |              |  |